# Aulacaspis murrayae
Aulacaspis murrayae är en insektsart som beskrevs av Takahashi 1931. Aulacaspis murrayae ingår i släktet Aulacaspis och familjen pansarsköldlöss.
Artens utbredningsområde är Taiwan. Inga underarter finns listade i Catalogue of Life.